# Émile van Ermengem
Émile Pierre Marie van Ermengem (Lovanio, 15 agosto 1851 – Ixelles, 29 settembre 1932) è stato un batteriologo e microbiologo belga.
Nel 1895 isolò il batterio Clostridium botulinum, patogeno responsabile del botulismo, a partire da un prosciutto contaminato che aveva fatto contrarre la malattia a 34 persone.

## Biografia
Émile van Ermengem nacque a Lovanio, nelle Fiandre, il 15 agosto 1851. Nel 1875 ottenne la laurea in medicina presso l'Università Cattolica di Malines. Alcuni anni più tardi si specializzò in microbiologia presso rinomati istituti di Edimburgo, Vienna, Parigi e Londra. Iniziò la sua carriera come docente universitario a Berlino, al fianco del microbiologo tedesco Robert Koch; nel 1886 van Ermengem pubblicò un proprio elaborato sulla rivista scientifica Neue Untersuchungen über die Cholera-Mikroben (Nuove indagini sul vibrione del colera), diretta da Richard Kukula.
Émile van Ermengem ebbe due figli: lo scrittore Franz Hellens e il critico d'arte François Maret.
Dopo aver completato i suoi studi a Berlino, van Ermengem tornò in Belgio come professore di igiene e microbiologia presso l'Università di Gand. Nel 1897, due anni dopo aver isolato il C. botulinum, pubblicò le sue ricerche nella rivista scientifica Zeitschrift für Hygiene und Infektionskrankheiten; nello stesso anno divenne corrispondente dell'Accademia Reale di Medicina del Belgio, lavorando come segretario per l'istituzione dal 1919 al 1932.

## Scoperta diC. botulinum
Prima della scoperta del Clostridium botulinum, la malattia provocata dal bacillo era già nota con il nome di botulismo; questo termine derivava dal latino medievale botulus, che significa "salsiccia". La malattia, associata al consumo di alcuni tipi di carne suina e di pesce, era già stata descritta all'inizio del XIX secolo dal medico tedesco Justinus Kerner.
Il 14 dicembre 1895, trentaquattro partecipanti ad un funerale consumarono del prosciutto affumicato presso il ristorante Le Rustic ad Ellezelles, in Belgio. Poco tempo dopo, tre dei musicisti che avevano suonato durante il funerale morirono e altri partecipanti alla cerimonia svilupparono una grave patologia acuta. Dal momento che i musicisti che non avevano consumato prosciutto non si erano ammalati, venne iniziata un'indagine volta a scoprire la causa della morte, durante la quale ci si avvalse delle testimonianze dei sopravvissuti all'infezione e vennero condotte ricerche sull'origine della carne di cui si sospettava la contaminazione. Al termine di queste indagini, C. botulinum fu individuato e gli fu dato il nome che tuttora gli appartiene.
Dopo la scoperta del batterio e specifiche ricerche sulla tossina botulinica tra il 1895 e il 1896, van Ermengem fu sollecitato a svolgere attività di consulenza microbiologica presso il suo Paese natale, il Belgio, e a non svolgere la propria attività di ricerca all'estero. Ermengem ricevette successivamente numerosi premi e riconoscimenti in Belgio, come in tutta Europa, per i suoi studi e le sue pubblicazioni. All'età di 81 anni, Émile van Ermengem morì a Ixelles, centro abitato nella regione di Bruxelles, il 29 settembre 1932.